# مدرسه علمیه آخوند
مدرسهٔ علمیه آخوند یا مدرسهٔ آقای آخوند معروفترین مدرسهٔ علمیه در شهر همدان است و در سال ۱۲۵۳ هجری قمری توسط ملا حسین اردستانی تأسیس شده و به همین جهت به عنوان مدرسه آخوند شهرت یافته‌است. سپس به دست ملاعلی معصومی همدانی بازسازی گردیده و توسعه یافته‌است. این مدرسه دارای دو قسمت بیرونی و اندرونی و ۲۵ حجره می‌باشد. کتابخانه مدرسه تعداد ۱۵ هزار جلد کتاب دارد که تعداد ۳۰۰۰ جلد آن کتاب خطی نفیس است.